# Espenes
Espenes est une localité du comté de Troms, en Norvège.

## Géographie
Administrativement, Espenes fait partie de la kommune de Dyrøy.